# Пода (остров)
Пода — необитаемый остров у западного побережья Таиланда, в провинции  Краби. Находится примерно в 8 километрах южнее пляжа в Ао Нанге. Длина Пода составляет один километр, а ширина около 600 метров.
Остров является частью Му Ко Пода, или Пода группы островов, которые находятся под управлением Хат Ноппарат Тара — Му Ко Пи Пи национального парка. Группа состоит из Ко Пода, Ко Кай, Ко Мо и Ко Тап.